# Dan George (acteur)
Chief Dan George (North Vancouver, 24 juli 1899 – Vancouver, 23 september 1981) was leider van de Tsleil-Waututh (van 1951 tot 1963), een Salishvolk in Brits-Columbia. Hij was ook acteur in met name westerns met rollen als indiaan.
Toen hij 61 jaar was, kreeg hij zijn eerste acteerbaan in een televisieserie. Daarna speelde hij in de western Smith! in 1969 en in Harry and Tonto. Ook speelde hij in de televisieserie Centennial eind jaren 70. Tien jaar later kreeg hij enkele prijzen voor zijn rol als Old Lodge Skins in Little Big Man. In 1976 speelde hij in de western The Outlaw Josey Wales als oude Cherokee-indiaan Lone Watie.
Tijdens zijn acteercarrière ijverde hij voor een beter begrip tussen de verschillende volkeren en is mede daarom onderscheiden als officier in de Orde van Canada.
Chief Dan George overleed in 1981 en is begraven op de Burrard Cemetery in Vancouver.
- Biblioteca Nacional de España: XX1264909
- Bibliothèque nationale de France: cb13167358t (data)
- Gemeinsame Normdatei: 133283232
- International Standard Name Identifier: 0000 0001 1103 7528
- Library of Congress Control Number: n50030349
- Nationale Bibliotheek van Tsjechië: xx0180714
- Nationale Bibliotheek van Israël: 987007279754005171
- Nederlandse Thesaurus van Auteursnamen: 25183204X
- SNAC: w61n8mdj
- Système universitaire de documentation: 035105364
- Virtual International Authority File: 17360308
- WorldCat: E39PBJy4cd3hwWhkHGJ8KhttKd